# توطئة بوريل
في الرياضيات، توطئة بوريل هو نتيجة مهمة تستخدم في نظرية المفكوكات المقاربة [الإنجليزية] والمعادلات التفاضلية الجزئية. سميت هذه التوطئة على اسم العالم الفرنسي إميل بوريل.

## النص
نفترض أن U هي مجموعة مفتوحة في الفضاء الإقليدي Rn، ونفترض أن f0 ، f1 ، ... هي متسلسلة الدوال الملساء على U.
إذا كانت I هي أي فترة مفتوحة من R تحوي 0 (ربما I = R)، فهناك دالة ملساء F(t, x) معرفة على I × U، بحيث:
{\displaystyle \left.{\frac {\partial ^{k}F}{\partial t^{k}}}\right|_{(0,x)}=f_{k}(x),}
من أجل k ≥ 0 و x من U.